# Мари-Ляжмарь
Мари-Ляжмарь — деревня в Параньгинском районе Республики Марий Эл России. Входит в состав Русско-Ляжмаринского сельского поселения.

## География
Деревня находится в восточной части республики, в зоне хвойно-широколиственных лесов, при автодороге 88К-001, на расстоянии примерно 18 километров (по прямой) к северо-востоку от Параньги, административного центра района. Абсолютная высота — 157 метров над уровнем моря.

### Климат
Климат характеризуется как умеренно континентальный, с умеренно холодной снежной зимой и относительно тёплым летом. Среднегодовая температура воздуха — 2,2 °С. Средняя температура воздуха самого тёплого месяца (июля) — 18,5 °C; самого холодного (января) — −14 °C. Продолжительность периода с устойчивыми морозами — в среднем 127 дней. Среднегодовое количество атмосферных осадков составляет 496 мм, из которых около 70 % выпадает в период с апреля по октябрь.

### Часовой пояс
Деревня Мари-Ляжмарь, как и вся Марий Эл, находится в часовой зоне МСК (московское время). Смещение применяемого времени относительно UTC составляет +3:00.

## Население
| 2010 |
| ---- |
| 85   |

### Национальный состав
Согласно результатам переписи 2002 года, в национальной структуре населения марийцы составляли 100 % из 102 чел.